# سیارک ۲۳۲۷۱
سیارک ۲۳۲۷۱ (به انگلیسی: 23271 Kellychacon، نامگذاری:2000YO67) بیست و سه هزار و دویست و هفتاد و یکمین سیارک کشف شده‌است که در ۲۸ دسامبر ۲۰۰۰ کشف شد.
قدر مطلق سیارک برابر ۱۰.۷ است.